# Noonacris pusilla
Noonacris pusilla is een rechtvleugelig insect uit de familie Pyrgomorphidae. De wetenschappelijke naam van deze soort is voor het eerst geldig gepubliceerd in 1966 door Kevan.